# ميشيو تسوجيمورا
كانت ميشيو تسوجيمورا (17 أيلول 1888 - 1 حزيران 1969) عالمة زراعية وكيميائية حيوية يابانية ركزت بحثها على مكونات الشاي الأخضر. كانت أول امرأة في اليابان تحصل على درجة الدكتوراه في الزراعة.

## السيرة الشخصية
ولد تسوجيمورا في عام 1888 في ما يعرف الآن بأوكيجاوا في محافظة سايتاما. التحقت بالمدرسة العادية للمرأة في ولاية طوكيو، وتخرّجت في عام 1909، وقسم العلوم في المدرسة العادية العليا للبنات في طوكيو. هناك، تم تدريسها من قبل عالم الأحياء كونو ياسوي، الذي ألهم تسوجيمورا للاهتمام بالبحث العلمي. تخرجت عام 1913 وأصبحت معلمة في مدرسة يوكوهاما الثانوية للبنات في مقاطعة كاناجاوا. في عام 1917، عادت إلى ولاية سايتاما لتدريس في مدرسة سايتاما العادية للمرأة.
بدأت مسيرة تسوجيمورا البحثية في عام 1920 عندما التحقت بجامعة هوكايدو الإمبراطورية كمساعد مختبر. في ذلك الوقت، لم تقبل الجامعة الطالبات، لذا عملت تسوجيمورا في منصب غير مدفوع الأجر في مختبر التغذية الغذائية التابع لقسم الكيمياء الزراعية بالجامعة. وهناك، بحثت عن تغذية دودة القز قبل نقلها إلى المختبر الطبي الكيميائي في كلية الطب بجامعة طوكيو الإمبراطورية في عام 1922. تم تدمير المختبر في زلزال كانتو الكبير عام 1923، لذلك انتقلت إلى ريكن كطالبة أبحاث في أكتوبر 1923. عملت في مختبر أومتارو سوزوكي، وهو دكتور في الزراعة، وبحثت في كيمياء التغذية. اكتشفت تسوجيمورا وزميلها سيتارو ميورا فيتامين C في الشاي الأخضر في عام 1924، ونشرت مقالاً بعنوان «عن فيتامين C في الشاي الأخضر» في مجلة العلوم البيولوجية والتكنولوجيا الحيوية والكيمياء الحيوية. ساهم هذا الاكتشاف في زيادة صادرات الشاي الأخضر إلى أمريكا الشمالية.
في عام 1929، عزلت تسوجيمورا كاتشين فلافونويد (الكاتيشين هو مركب من صنف الفلافانولات بعائلة الفلافونويدات والفلافونويد هي مجموعة مركبات عضوية قابلة للانحلال في الماء، ينتجها الاستقلاب الثّانوي للنبات، وتنتمي لفئة متعددات الفينول) من الشاي الأخضر. استخرجت التانين (العفص هي محتويات فجوية ذات خواص فينولية، توجد ذائبة أو مترسبة في خلايا النسيج الضام أو الحشوي لعديد من الأنواع النباتية) في شكل بلوري من الشاي الأخضر في عام 1930. أطروحتها عن مكونات الشاي الأخضر، بعنوان «على المكونات الكيميائية للشاي الأخضر»، حصلت على الدكتوراه في الزراعة من جامعة طوكيو الإمبراطورية في عام 1932، مما جعلها أول امرأة في اليابان تحصل على مثل هذه الدرجة. وذهبت لعزل جالوكاتشين (واحدة من المواد الكيميائية المضادة للأكسدة الموجودة في الغذاء) من الشاي الأخضر في عام 1934 وسجلت براءة اختراع عن طريقتها لاستخراج بلورات فيتامين C من النباتات في عام 1935. تمت ترقيتها لدور الباحثة المبتدئة في ريكن عام 1942 ثم باحثة في عام 1947 قبل أن تصبح أستاذة في جامعة أوشانوميزو عندما تأسست عام 1949. كانت أستاذة في مدرسة طوكيو العليا للطالبات منذ عام 1950 وكانت أول عميدة في كلية الاقتصاد المنزلي.
تقاعدت تسوجيمورا من جامعة أوشانوميزو كأستاذة في عام 1955، لكنها استمرت في إلقاء المحاضرات بدوام جزئي حتى عام 1961. وكانت أستاذة في جامعة جيسن للطالبات في طوكيو من 1955 إلى 1963، عندما أصبحت أستاذة فخرية.
حصلت على جائزة اليابان للعلوم الزراعية في عام 1956 عن بحثها في الشاي الأخضر ومنحت وسام التاج الثمين من الدرجة الرابعة في عام 1968. توفيت في تويوهاشي في 1 حزيران 1969 عن عمر يناهز 81 عاماً.